# Dyscia holli
Dyscia holli là một loài bướm đêm trong họ Geometridae.